# Logan Wilson
Logan Wilson (8 luglio 1996) è un giocatore di football americano statunitense che milita nel ruolo di linebacker per i Cincinnati Bengals della National Football League (NFL).

## Carriera

### Cincinnati Bengals
Wilson al college giocò a football all'Università del Wyoming dal 2016 al 2019. Fu scelto nel corso del terzo giro (65º assoluto) del Draft NFL 2020 dai Cincinnati Bengals. Debuttò come professionista nella gara del primo turno contro i Los Angeles Chargers mettendo a segno 3 tackle. La sua stagione da rookie si concluse con 33 placcaggi, un sack e 2 intercetti in 12 presenze, 2 delle quali come titolare.
Nella settimana 3 della stagione 2021 Wilson mise a referto due intercetti su Ben Roethlisberger nella vittoria sui Pittsburgh Steelers. Il 13 febbraio 2022 partì come titolare nel Super Bowl LVI ma i Bengals furono sconfitti dai Los Angeles Rams per 23-20.

## Palmarès
- American Football Conference Championship: 1

Cincinnati Bengals: 2021